# Hans-Nüchter-Sternwarte
Die Hans-Nüchter-Sternwarte ist eine Volks- und Schulsternwarte in Fulda in Osthessen. Sie erfüllt satzungsgemäß wissenschaftliche und insbesondere pädagogische Aufgaben und ist der Allgemeinheit im Rahmen der Volksbildung zugänglich. Sie befindet sich auf dem Dach des Freiherr-vom-Stein-Gymnasiums. Die Sternwarte wird von der „Fördergemeinschaft Volks- und Schulsternwarte Fulda e. V.“ betrieben und zum größten Teil von Schülern mehrerer Schulen Fuldas genutzt, die in der Astronomie-AG organisiert sind. Aber auch Erwachsene – vor allem aus dem „Verein für Naturkunde in Osthessen e. V.“ – üben hier astronomische Tätigkeiten aus.

## Geschichte
Vor dem Zweiten Weltkrieg wurden astronomische Beobachtungen von Lehrern und Schülern der damaligen Oberrealschule auf dem Turm des Stadtschlosses in Fulda durchgeführt. Um diese Arbeiten fortzusetzen, wurde im Jahre 1971 auf dem Erweiterungsbau der Freiherr-vom-Stein-Schule eine Beobachtungsstation errichtet. Die Stadt Fulda konnte – als Schulträger – dieses Vorhaben nur durch die wesentliche Hilfe der Mitglieder der 1970 ins Leben gerufenen „Fördergemeinschaft Volks- und Schulsternwarte Fulda e. V.“ verwirklichen. Die drehbare Beobachtungskuppel wurde in den Jahren 1972 und 1973 in Eigenleistung hergestellt. Am 22. April 1977 wird die Sternwarte im Rahmen einer Feierstunde offiziell eingeweiht. Mit der Beobachtung der Mondfinsternis im September 1978 beginnt die Öffentlichkeitsarbeit.
Die Sternwarte trägt den Namen des ehemaligen Stadtbaurats (1947–1977) der Stadt Fulda Hans Nüchter. Nüchter gilt als Erfinder der Finanzierungslösung, nachdem die Errichtung der Sternwarte aus Kostengründen fast gescheitert war.

## Ausrüstung
Das Hauptinstrument ist ein Newton-Reflektor mit 30 cm Öffnungsdurchmesser und 1500 mm Brennweite. Der Reflektor kann zu einem Cassegrain-Teleskop umgebaut und damit die Brennweite auf 3000 mm verlängert werden. Darüber hinaus verfügt die Sternwarte über eine Beobachtungsplattform mit Sockeln für verschiedene weitere Teleskope.

## Planetarien
Schon zur Eröffnung der Sternwarte 1977 war im Treppenaufgang eine selbstgebaute Projektionskuppel mit einem Durchmesser von drei Metern für ein Baaderplanetarium vorhanden. 1983 wurde für diese Kuppel ein erstes Lochprojektions-Planetarium fertiggestellt und in einem Artikel der Zeitschrift „Sterne und Weltraum“ beschrieben. Ab 1984 begannen die Planungen für eine größere Projektionskuppel mit einem Durchmesser von vier Metern in einem Raum unterhalb der Sternwarte. 1988 wurde die selbstgebaute Projektionskuppel installiert und das Planetarium samt Fixsternprojektor wenig später in Betrieb genommen. 2018 wurde der Fixsternprojektor durch einen Fulldome-Videoprojektor ersetzt.
Bereits 1985 begannen Mitglieder der Sternwarte mit den Planungen des heutigen Planetariums im Vonderau Museum der Stadt Fulda, welches schließlich im Mai 1990 eröffnet worden ist. Viele Mitglieder der Sternwarte sind auch in diesem Planetarium tätig. Institutionell ist dieses jedoch von der Sternwarte getrennt. Der Betreiber dieses Planetariums ist das Vonderau Museum.

## Veranstaltungen
Regelmäßig werden öffentliche Beobachtungsabende und Vorträge angeboten.